# Anaximenes (månekrater)
Anaximenes er et nedslagskrater på Månen. Det befinder sig nær den nord-nordvestlige rand af Månens forside og er opkaldt efter den græske filosof Anaximenes fra Milet (ca. 585 – ca. 525 f.Kr.).
Navnet blev officielt tildelt af den Internationale Astronomiske Union (IAU) i 1935. 

## Omgivelser
Krateret ligger vest for Philolauskrateret og nordøst for Carpenterkrateret. Mod nordvest ligger Ponceletkrateret tæt ved Månens synlige rand. 

## Karakteristika
Den ydre rand af Anaximenes er blevet eroderet og slidt ned til en nogenlunde cirkulær ring af bjergkamme. Randen er lavest langs den nordøstlige side, hvor Anaximenes delvis ligger hen over det ligeledes nedslidte satellitkrater "Anaximenes G". Der er også lave gennemskæringer af randen mod sydøst, hvor krateret ligger op til en unavngiven slette på overfladen.
Kraterbunden i Anaximenes er relativt jævn, sammenligned med typisk måneterræn. Den indre overflade er arret af mange småkratere af varierende størrelse, hvoraf de mest fremtrædende har en diameter på 2-3 km.

## Satellitkratere
De kratere, som kaldes satellitter, er små kratere beliggende i eller nær hovedkrateret. Deres dannelse er sædvanligvis sket uafhængigt af dette, men de får samme navn som hovedkrateret med tilføjelse af et stort bogstav. På kort over Månen er det en konvention at identificere dem ved at placere dette bogstav på den side af satellitkraterets midte, som ligger nærmest hovedkrateret. Anaximeneskrateret har følgende satellitkratere:
| Anaximenes | Længde  | Bredde  | Diameter |
| ---------- | ------- | ------- | -------- |
| B          | 68,8° N | 37,9° V | 9 km     |
| E          | 66,5° N | 31,4° V | 10 km    |
| G          | 73,8° N | 40,4° V | 56 km    |
| H          | 74,6° N | 45,3° V | 43 km    |

## Måneatlas
- Billeder af Anaximeneskrateret i LPI-måneatlasset